# 香港人
香港人（英語：Hongkongers），簡稱港人，特区政府对“香港人”没有法律上的定义，在日常生活中，通常是指持有或曾持有香港永久居民身份証的人士，一般不分國籍、出生地及種族。

## 概述
晚清时期，清政府向英国割让香港主權。此后，中國历经政权更迭，但因中华民国政府和中华人民共和国政府对香港主权的主张和各自国籍法规定，在法理上，香港人（華裔香港居民）一般拥有中國籍身份。
1949年两岸分治後，两岸对全中国主权的主张，造成中华民国国民和中华人民共和国国民身份重叠。1997年英國政府將香港主權移交予中华人民共和国後，中国籍香港人不論意願自動转化为中华人民共和國國籍。同時，默认双重国籍。此外，也有不少其他國籍及其他族裔人士持有香港永久性居民身分證。
香港法律中，對於「香港人」的定義，可見於香港居民，當中亦有永久性居民和非永久性居民之分，所以法律上香港人可以是任何種族、膚色或者國籍，但通常所指的是拥有香港永久居留權的人士。香港人口以華人佔多數，在過去幾次大型香港人口普查中比例都超過93%，非華裔的少數族裔人口佔餘下的7%左右。香港文化以漢族嶺南文化為基礎。
清朝中葉道光年間，香港割讓予英國開始，陸續有廣東人、福建人及其他國籍人士等，以及在第二次世界大戰後，華裔人士及其他外籍人士等大量人口移居香港。

## 國籍
現在，香港雖為中華人民共和國的一個特別行政區，但並非所有香港人均具有中華人民共和國國籍。在香港700萬人口中，約300萬人至400萬人分別持有香港特別行政區護照和英國護照，以及前往中國內地探親、旅遊、經商和工作往來的回鄉證的同時，亦持有海外護照，因此不少港人擁有雙重國籍。

### 英國國籍
香港有一半人口（約350萬人）擁有英國國籍，當中约340万為英國國民（海外）（簡稱BNO）持有人。根據英國國籍法，英國國民（海外）人士是英國國籍的一種，屬於英聯邦公民，並非英国公民，所以没有英國本土及海外領土居留權。這種身分終身有效，但不能傳承至子女後代。另外，部份人因為「居英權計劃」而取得英國公民身分。由於1997年香港主權移交後，任何人士均不能因香港關係而取得英國國籍，持有香港特別行政區護照人士的數目在近年已超過持有英國國民（海外）護照的人數。

### 中華人民共和國國籍
无论在香港主權移交之前以及之後，中華人民共和國政府並不承認香港人具有「英國屬土公民」的身份，但根据「全国人民代表大会常务委员会关于《中华人民共和国国籍法》在香港特别行政区实施的几个问题的解释」，香港特别行政区政府亦不承认双重国籍，但香港人可以持有其他国家的护照作为旅行证件（构成事实上的雙重國籍）。例如香港主權移交中國後，具有華人血統的香港永久性居民自動成為中国公民，他們可申請獲發香港特別行政區護照，亦能事实上擁有其他國籍身份。香港特別行政區實行一國兩制後，香港居民不用徵稅上繳中華人民共和國中央政府，而香港居民納稅人士只需要向香港特區政府繳稅。主權移交之前，在駐港英軍保護香港情況下，香港人能夠以本地召募人員（LEP）身份加入皇家海軍香港中隊和陸軍組織——香港軍事服務團或加入一枝直屬於香港政府之民兵單位——皇家香港軍團（義勇軍）。在主權移交之後，根據香港基本法，香港居民不需要參軍、不用服兵役或進行軍事訓練。具有中国国籍且不具有内地户籍的香港永久性居民（或通过单程证前往香港定居的香港居民）如要進入中國内地，则必須申請並持有中华人民共和国出入境管理局簽發的港澳居民來往內地通行證（俗稱回鄉證），或者持有内地进入许可的香港特区护照或香港签证身份书，此类人士即使具有中国国籍，但在在中国内地的一些场合仍然被视为外宾（最典型的例子为住酒店）。

### 中華民國國籍
1949年两岸分治后，退守台湾的中華民國政府仍視香港地區華人屬僑胞，拥有完整的中华民国国民身份。1994年5月以前，依照中華民國內政部《回國僑生戶籍登記辦法》，留學台灣的香港和澳门侨生自动取得中華民國國民身份證；在香港主權移交前中華民國政府也通過中華旅行社讓合資格的香港人申請華僑身份證明書成為中華民國僑胞，留台的學生當中不少人也回港發展，故部分香港人能夠同時持有中華民國護照及香港特區護照。依照香港法律遵循的、与中华人民共和国政府相同的一个中国定义，實際上持中华民国籍的香港永久性居民居民仍是中华人民共和国公民。
1997年香港主权移交中华人民共和国之后，中華民國政府以《香港澳門關係條例》規管與香港關係，定义香港居民（香港人）为只持有BNO/特區護照而未有其他國家護照者，与澳门人視为有別於外國人/大陸地區的港澳人士。有作者指出，目前在中華民國憲法增修條文架構下，香港人的法律定位为非外國人、非無國籍者。但是否，与大陆地区人民一样定性为“非外国人、非本国人（中华民国国民）、非无国籍人”，不得而知。迄今為止，香港仍然有偏向中華民國支持者舉行的活動，例如雙十節慶祝活動。

### 其他國籍
一些早期移居海外的香港居民，例如有些香港居民與海外僑胞早在1970至80年代開始向海外移居，但仍可保留香港永久居民的身份。之後回流香港的港人因透過歸化而得到其他國家的國籍，最常見有美國、加拿大、新加坡、紐西蘭和澳洲等英語系國家。
其中一個例子就是那些於1997年香港主權移交前，特別是1990年代初期受六四事件影響，大量香港人擔心政治前途問題而移居海外其它國家造成香港移民潮，但之後亦有不少人士回流返回港的海外人士，因此他們擁有外國護照同時，更擁有香港身份證或香港特別行政區護照，以及前往中國大陸的回鄉證，方便港中兩地工作和經商人士。
另外，泰裔香港人是香港人口少數族群，集中地位於九龍城、觀塘及新界大埔一帶。他們基本是持有泰國國籍，在港出生的第二代和第三代一般也擁有泰國護照和香港特別行政區護照，部分在主權移交前出生的更會擁有BNO護照。

## 香港的居民

### 歷史
清朝解除海禁后，有圍頭人、客家人、福佬人、蜑家人重新迁入，被视为香港最早的原居民。香港開埠後，陆续有广东商人南下贸易，加上咸丰年间爆发的「太平天國」起義，大批流民来到香港。清末，革命党人逃避追捕至香港。中华民国延续清朝政策，中港人口来往没有限制。在第二次世界大戰後至國共內戰後的一段時期，大量難民湧入使香港人口大增，成为香港人口的主体。中华人民共和国成立后前期人口来往不受限制，但之后开始严格控制人员进出。1950年代，中国频频发生政治运动，一些知识分子偷渡香港。三年饥荒，导致大批广东农民偷渡香港。文革时期，由知青为主体的偷渡潮涌现，这些知青许多都成为了香港政界、商界、艺术界的核心人物。改革开放后，偷渡人口已大幅减少。此时期，各种由偷渡取得香港身份的人士衍生出家属团聚问题。例如夫妻偷渡香港，但父母及配偶子女仍留在大陆。香港男性回家乡娶妻生子。他们只能通过中国政府申请单程证来香港团聚。另外，一部分人基于政治因素移民外国。

### 现况
按現時政策，每天最多可以讓150名中國大陸居民持單程證來港定居。中国大陸政府開放赴港自由行以来，越来越多的中國大陸中產、富戶人士不惜耗資30多萬港元费用透過一些中介公司來赴港預訂床位生育，拿取子女在香港居留身份證，這些父母並非香港人來港產子（即雙非），造成“赴港產子潮”，但不少香港人對此現象都非常不滿。截至2015年11月，共有約88萬人經單程證到香港定居，成為香港人口增長的主要來源。 此外，港府亦為提升香港的競爭力，透過《優秀人才入境計劃》吸引優秀人材來香港定居發展事業，大部份來自中國大陸（內地），例如李雲迪、周迅、章子怡、湯唯、鄧超等等。

### 種族

#### 華裔
華人主要是1930年代至1990年代初從中國大陸（內地）移居香港的人士及其後裔，還有漁民及其已經上岸定居的後裔和新界地區的新界原居民，一般為香港蜑家人、圍頭人（廣府人分支）、福佬人和客家人等漢族支系，根據2011年人口普查，華人佔香港人口約94%。

#### 少數族裔
即使不是具有華人血統的少數族裔很多是居住香港超過半世紀，當中有已經有5代以上者，他們除了具備香港永久居民身份外，他們更有不少是入籍中國，擁有香港特區護照，甚至回鄉證。例如香港海洋公園前主席猶太裔的盛智文放棄加拿大國籍、英國的盧維思放棄英國國籍等等外籍人士，亦有不少獲得雙重國籍或雙重護照。香港有45萬多名少數族裔，相當於香港總人口約6%。

##### 東南亞裔
東南亞人主要為菲律賓人、印尼人和泰國人，主要來香港從事外籍家庭傭工。根據2011年人口普查結果，居於香港的菲律賓人和印尼人各有約130,000人。
越南戰爭於1961年爆發，不少中南半岛難民（主要為越南華裔、京族、瑤族、高棉族、佬族、苗族及其他寮國和越南的高地民族）面對戰爭，為逃避越南共產黨的統治，紛紛逃亡香港。1979年，香港被列為「第一收容港」，因此收容從越南出逃的難民，到1990年代，港英政府開始對越南船民作出有秩序的遣返行動，包括自願遣返，而香港政府事先亦與越南方面作出協議，保證他們回到越南後不會受到政權迫害，不過自願遣返的越南船民甚少。至2000年，香港特区政府向仍然滯留在香港的難民給予居留權及簽發身份證，讓他們融入香港社會，有些開設餐館和在社會工作，不少其家人和後裔在香港定居。

##### 南亞裔
南亞人主要為印度人及巴基斯坦人，香港開埠初期，即有印度人居住。香港殖民地時期需要從印度次大陸調派一些人員來到香港維持香港治安。他們最初聚居於上環一帶，以商人、軍人和警察為主。南亞裔人士已經於香港生活逾半世纪，不少已經世居香港4至5代，當中以巴基斯坦裔、印度裔和尼泊爾裔居多。殖民地時期駐港英軍當中，被稱為啹喀兵的尼泊爾人僱傭兵，其軍團隨著香港回歸而解散。
很多南亞裔已經落地生根，其後裔仍然居於香港，部分聚居於尖沙咀至油麻地一帶，例如尖沙咀重慶大廈。根據2011年人口普查結果顯示，居港印巴和尼泊爾人共約63,000人。

##### 韓國、日本人
定居香港的日本人或韓國人通常是商人或日韓企業香港分公司的高級職員及其家屬，大部份於1980年代中國大陸改革開放初期來到香港，希望以香港作為進入中國大陸發展事業的踏腳石。有部份人在香港落地生根，部分人有與香港華人通婚生子。根據2011年人口普查結果顯示，居港日本人和韓國人分別約12,600人和5,200人。

##### 歐美白人
歐美人以殖民地時期來香港工作和定居的英國人及其家屬佔最多，也有來自加拿大和澳洲等英聯邦地區的歐裔人士，也有荷蘭人、葡萄牙人及美國人等。來自英國的人士通常屬專業人士，或是出任企業領導層、擔任軍職或獲聘為高級公務員；亦有一小部份於公立和津貼學校任教英文。在二戰前的歐裔人在香港享有較高的社會地位，但在二次大戰期間的香港戰役，除適齡的英國人要服兵役外，超齡的英國人與來自其他國家的歐裔人亦自願組成曉士兵團為保衛香港出力。雖然香港主權移交後，大量英國人返回英國，但是仍然不少部份選擇繼續定居香港。根據2011年人口普查結果顯示，居港的白種人約55,200人，其中15歲以上具專上教育程度的人口比例是73.9%，位於日本人（79.4%）和韓國人（74.8%）之後，比香港其他種族的人的教育程度高出許多。

##### 異族通婚
自鴉片戰爭後香港開埠開始，歐洲裔與亞洲族裔（猶太裔、印度裔、巴斯裔、亞美尼亞裔、海外華裔）來港經商，不少男子離鄉背井多年，基於生理和心理需要，包養或保護一些華裔女子(即涉外婚婦)，而他們所生的非婚生子女，就是香港歐亞混血兒。早年受到政府、歐洲人與華人的歧視，生活艱苦。但他們普遍接受西式教育，有優秀的閱讀和書寫英文和中文（指廣東話）能力，逐漸在商業和政治上取得優勢。
1897年，何東、何福兄弟獲政府批准將摩星嶺何母施氏墳地一帶劃為私人墳場，命名昭遠墳場。由於該地已葬有其他如冼德芬母黃氏等歐亞混血族群先人，故昭遠墳場亦為族群的墳場。
1929年，黃金福收到一位不肯透露姓名的歐亞混血兒的捐款，於是牽頭成立了「同仁會」（Welfare League），旨在守望相助，教育下一代，專為陷於孤立無援的混血兒提供支援、協助。何東和羅旭龢分別出任創會正副會長。
由於二戰後大量移民和人材資金湧入香港，香港歐亞混血兒的優勢漸失。目前，絕大部分香港歐亞混血兒，因大眾對他們的歧視已消除，普遍融入香港主流社會中，依然在香港居住。少部分，則由於各種原因分散在世界各地。

## 文化
香港文化由港人主導，兼具講求創新與實惠的嶺南文化與強調經驗與實用的英國文化和美国文化。統治階級崇尚精英主義 ，代民攝政；不需治國而巧遇經濟起飛的中產階級則以功利主義 、紳士精神、任勞任怨、節儉和機巧自居。市民有個人主義和雷同美國夢的企業家精神 ，重視江湖義氣 、同甘同苦。
香港自清末開始一直被動接收来自中国大陆的難民，當中除了流難失所之人外，也有商人和文人，隨之帶來人才，資金和設備。上海和廣州先後因中國戰禍被摧殘，也使兩地精銳逃難香港，後來在香港生根，成為香港文化的一部分。
傳統文化上與中國漢文化大致類似，香港受約150年英國統治，意識上有些港人沿用西方文化，或中西結合。一般人普遍認為香港保存了中國傳統文化中儒家的思想方式，以及其處事態度，又融合了西方的批判與創新文化，狀況與日本和南韓相似。同樣地，傳統的宗教儀式、生活習俗及其他民間信仰，如祭祀祖先及風水，也在香港得到完好的繼承和保存。香港教育沿用西方近代的教育制度，其後不斷改革。商業上，香港與中國大陸公司頻繁合作。香港粵語流行音樂、電影、電視劇等在東亞地區也有很高影響力。

### 語文
名義上，中文和英文都是地位相等的法定語文。香港的教育於1997年後，奉行兩文三語政策，兩文是指中文和英文，三語則是指粵語、英語和普通話。中文書寫以繁體字為主，隨着與中國內地交流增加，部分旅遊區會使用簡體字。香港專上教育以英語為主，近來有調查顯示1997年香港主權移交後，香港人母語及普通話水平有了一定的提昇。部分英語水平較低的香港人常使用不正規的港式英語。
不少歐美白人縱使完全不懂中文，亦可在大企業或政府身居要職。它們大部份職位的入職條件和專上院校的入學條件，雖然通常會對申請人的中文和英文水準有一定要求，例如要求申請人在某些公開試的中文科和英文科考獲及格成績，但對非接受香港主流教育（例如一直就讀國際學校或海外學校）的申請人，通常會豁免中文水準的要求，造成接受香港主流教育的申請人，也就是大部份主流香港人如未能在公開試的中文科考獲及格成績，即使懂書寫和閱讀中文，也不符合申請入職、入學條件；但非接受香港主流教育的申請人，即使完全不懂書寫和閱讀中文，甚至完全不懂粵語，也未必不符合入職、入學條件這種矛盾與不公現象。
於2012年起實行的香港中學文憑考試中的語文科目除了中國語文及英國語文兩項核心科目外，亦設有丙類的其他語言科目供選擇，分別為法語、德語、西班牙語、印地語、日語及烏爾都語，其中母語非漢語的考生可以其中一科取代中文科，作為報考大學的資格。

## 身份認同

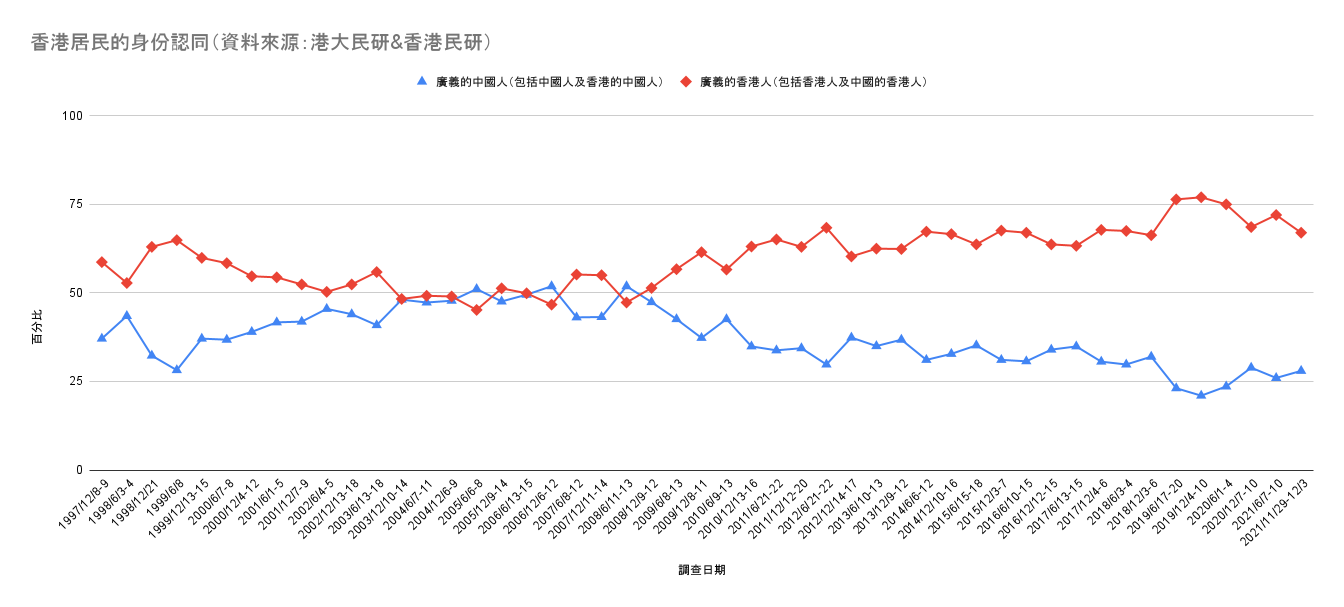
香港人的身份認同

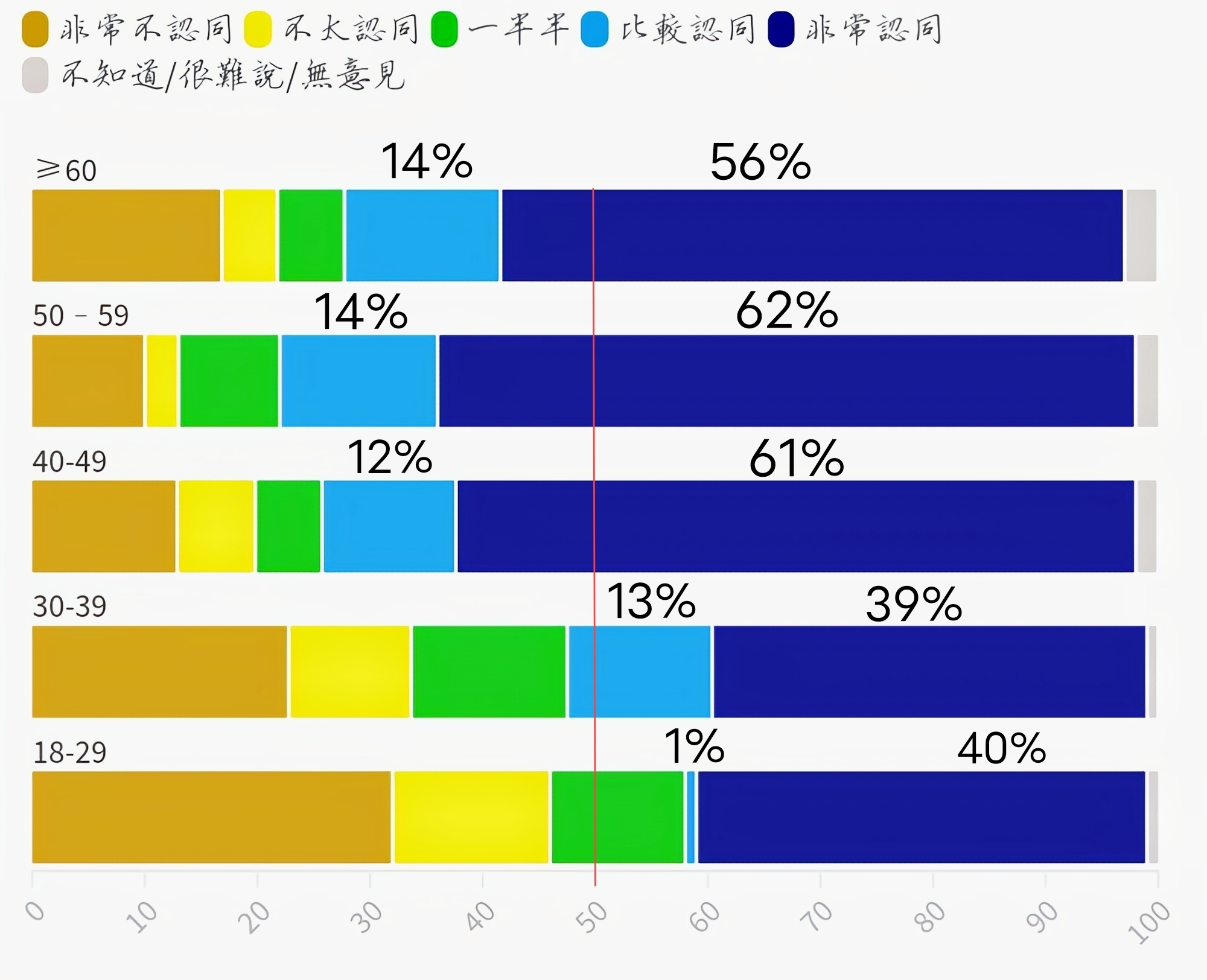
香港研究協會發佈的香港市民國民身份認同調查結果

根據香港大學民意研究計畫的民意調查，由被调查者在「中國人」、「香港人」、「中國的香港人」、「香港的中國人」中四选一。
從1997年至2006年，身份認同調查中被訪者回答「廣義香港人」的比率呈緩慢下降趨勢；「廣義中國人」的比率就呈緩慢上升趨勢。
在2008年的身份認同調查中，選擇「中國人」的有39%，而選擇「香港人」的則有18%，另還有部分人選擇「香港的中國人」或「中國的香港人」。对「中国人」的认同感达到了1997年后的最高值，报告指这可能是受2008年北京奥运和四川地震的影响。
自2009年起，香港人对中国人身份的認同性顯著下降，在2010年12月同類調查結果顯示，「中國人」的身份認同为21%，下跌了7%，相信是受中國政府阻撓劉曉波領獎事件影響。在2011年的調查中，自稱「中國人」的比率为17%。
2012年10月，香港中文大學傳播與民意調查中心調查顯示港人自覺是「中國人」的比率跌至16年新低，只得12.6%，自認是「香港人」的則有23.4%，為10年來新高，當中「80後」以港人身分為優先的比率較非「80後」更高出21.3個百分點，只有2.4％的80後自覺是「中國人」。另外，有逾8%港人抗拒國旗及國歌，同樣升至歷年新高。學者指本土意識抬頭是主因。同年6月，香港大學民意研究計畫的調查則顯示「香港人」認同達45.6%，「中國人」認同只有18.3%，是1997年後最大差距。
2013年6月的結果认为，無論是狹義或廣義地自稱為「香港人」的比率，都比狹義或廣義地自稱為「中國人」的比率高，大約有28至38個百分比的差距。年齡未及三十歲的被訪者，差距則達到60至72個百分比之間。以整體樣本計，市民自稱為「香港人」或「廣義香港人」（包括「香港人」或「中國的香港人」）的比率，都上升至九七回歸以來的新高。若10分代表絕對認同，0分代表絕不認同，5分代表一半半，香港民眾對香港人身分的認同感（Strength Rating）是8.13 ，對中華人民共和國國民身分的認同感只有6.11。總體來說，市民對「香港人」身分的認同感上升，而對「中國人」的身分認同感則下跌至1997年以來新低。
在2013年至2016年，「廣義香港人」和「廣義中國人」認同感比率維持平穩狀態，分別保持在65%和30%左右。
另外，香港出身的學者孔誥烽分析，以往香港從傳媒到市民，談到臺灣政治，幾乎都是國民黨的支持者。但近來愈來愈多年輕人留意到民進黨的本土論述及推動民主的進程。孔誥烽舉例，2012年台灣大選時，他自己的朋友明顯傾向綠營。到臺灣觀選的學者和觀察家，只有年紀大的才會去國民黨的場子，年輕人都往蔡英文的造勢晚會跑。
香港中聯辦宣傳部長郝鐵川指这项民意调查的选项将中国人和香港人对立，只允许被调查者从两者选择一个，认为民意调查的主导者鍾庭耀是在宣扬香港獨立運動。
近年來有主張香港獨立的人認為香港人應該以「公民民族主義」為基礎，成為一個多元而獨立的民族。意見認為只要接納和尊重香港文化，融入香港社會和願意在這片土地付出，就是「香港人」。
本土民主前線前發言人梁天琦於2016年接受英國廣播公司訪問時曾指出，「香港人」的定義是指，不論是甚麼背景，也不論是什麼時候來到香港，只要願意捍衛香港的核心價值，尊重香港的文化，願意融入，而且願意維繫香港行之有效的典章和制度，就是一個「香港人」。
2021年9月7日至24日，香港研究協會在對1,012名擁有中國國籍的18歲以上香港市民進行抽樣調查後，發佈了最新一期的《香港市民的國民身分認同調查》民調。數據顯示，在18－29歲的香港市民中，32%「非常不認同」自己的中國人身份，另有14%的人「不太認同」。而表示「比較認同」與「非常認同」者分別佔1%和40%。另有12%的人表示「一半半」、1%的人表示「不知道/很難說/無意見」。合共有46%的人總體上不認同自己的中國人身份，41%的人總體上認同自己的中國人身份。而在30－39歲、40－49歲、50－59歲和≥60歲的其他四組受訪者中，除≥60歲者一組以外，其餘三組受訪者總體上認同自己中國人身份與總體上不認同自己中國人身份者則依次遞增與遞減，分別為52%/34%、73%/20%和76%/13%。而在≥60歲的受訪者中，總體上不認同自己中國人身份者則出現逆勢上升的趨勢，合共有22%的人「非常不認同」和「不太認同」，而總體上認同自己中國人身份者比例也出現下降，合共有70%的人「比較認同」與「非常認同」，調查還詢問了受訪者對於中國的民族自豪感、傳統文化、歷史教育、對香港回歸的態度、對香港主權歸屬的看法、對中國政治制度的看法、對國家安全與個人自由的態度、對一國兩制的看法、對香港言論自由的觀感、對「雙普選」是否有利社會發展的看法、香港與內地加強融合的利弊以及對香港政府及中央政府是否滿意等問題。數據反應香港人總體上較認可自己的中國人身份、中國的傳統文化、一國兩制在香港的實施以及香港有必要保障國家安全。

## 對中國內地的觀感
由於歷史原因，在香港生活的人對中國內地有不同看法。
時事評論員王岸然認為，部分香港人反對「西環治港」，即反對位於西環的香港中聯辦干預香港事務。《陽光時務週刊》刊登有个人對中华人民共和国政府及其標誌（國旗、國歌、國徽）反感。2015年，有部分香港人在播放國歌時（特別是體育賽事）喝倒采（即「噓國歌」），更被國際足協調查和判罰。他們認為《義勇軍進行曲》不能代表香港，建議應以《海闊天空》或《獅子山下》代替，也有香港人認為噓國歌是「丟架」和不成熟的行為。
此外，香港的泛民主派自主權移交後，在立法會地區直選中一直獲得有55-60%的選票支持，反映一部份香港人一直存在反共、恐共的心理情緒，而近年增長的本土意識，使部分人加入反中、恐中的情緒。惟近年受不同因素影響，泛民主派在立法會地區直選的得票率已經被建制派大幅追近。在2018年3月香港立法會補選中，泛民主派的得票率只是微微領先建制派，某些地區建制派的得票率更已經超越泛民主派。但在2019年香港區議會選舉，投票率創香港史上新高，民主派在452個直選議席奪得389席，當中一些政治素人亦成功當選，反映出部分香港人對大陸觀感不佳。
泛民主派及部份香港法律界人士一直反對人大釋法。此外，他們批評香港的公民教育內容變成洗腦、愚民和歌頌中共，2012年港府曾計劃推行德育及國民教育科，當中課程大綱涉及不少具爭議內容和字句，結果惹來數以萬計香港市民上街遊行反對，計劃最終擱置。
过去若中國大陸發生天災（如華東水災、四川地震等），許多香港人亦會熱心捐款，如在四川地震中民間總捐款達130億港元，為川震全球各地捐款數字之最；在華東水災亦有超過5億元的損款。香港媒體、專業人士和商人基金曾經在內地人遭遇到慘況時報導事件及提供支援。然而，因接連爆出中國大陸慈善機構貪腐事件及部分香港人對大陸觀感變得負面，部分香港人都質疑其捐款是否用在賑災上，現時捐款多會謹慎小心，捐款去向亦成為媒體調查追訪焦點。慈善組織所收到的港人捐款數目更從2008年四川地震後大跌90%，民間甚至出現反對「盲捐」情緒。
由於政治及疫情原因，近幾年香港經濟大幅下降，加上政府大量輸入外勞及食肆服務質素逐漸變差，讓不少藍黃雙方的支持者及中立人士對香港逐漸失去信心，導致港人出遊海外或北上內地消費（或發展）的現象愈來愈頻繁，其中有些香港人亦都因為首次北上對內地的印象開始改觀。

## 延伸閱讀
- 林建邦等，《土製香港人》，香港中文大學聯合書院2001-2002年度通識課程習作。區玉輝博士監督。
- 陳智遠、楊倩淇、莊煒檑：〈你是香港人嗎？〉，載香港《明報》副刊·世紀，D6版，2005年1月7日。
- 黃培烽：〈八字頭的論述， 誰來書寫？〉，載香港《明報》副刊·世紀，D6版，2005年1月31日。
- 朱浩霆：〈以七十年代以降的本土普及文化發展為綱—剖析九七後特區政府管治困難之原因〉（页面存档备份，存于），載湯本論壇—聚焦香港，下載日期：2005年1月31日。
- 香港專上學院師生︰《誰是「香港人」？香港小人物誌》，香港專上學院及龍耳聯合出版，2012年5月